# Todos los días sale el sol (canción)
«Todos los días sale el sol», también conocida como «Chipirón», es una canción de la banda española de rock alternativo Bongo Botrako, escrita por el vocalista Uri Giné y que cuenta con la colaboración de voz no acreditada de la banda española La Pegatina. Fue grabada por la banda para su álbum debut de 2010, Todos los días sale el sol, y fue publicada como primer sencillo del álbum el 18 de junio de 2010.
La canción alcanzó una enorme popularidad en España después de que los jugadores de la Selección Española de Baloncesto, incluyendo Pau Gasol, Marc Gasol y Ricky Rubio, tomaran la costumbre de cantarla antes de cada partido en el Eurobasket 2011, que finalmente ganaron. En septiembre de 2011, «Todos los días sale el sol» alcanzó el puesto #12 en la lista española de canciones más vendidas y el puesto #2 en la lista española de canciones más vendidas en iTunes. La canción acumula más de 54 millones de reproducciones en YouTube y más de 31 millones de reproducciones en Spotify, hecho que la convierte de lejos en la canción más popular de Bongo Botrako.

## Inspiración

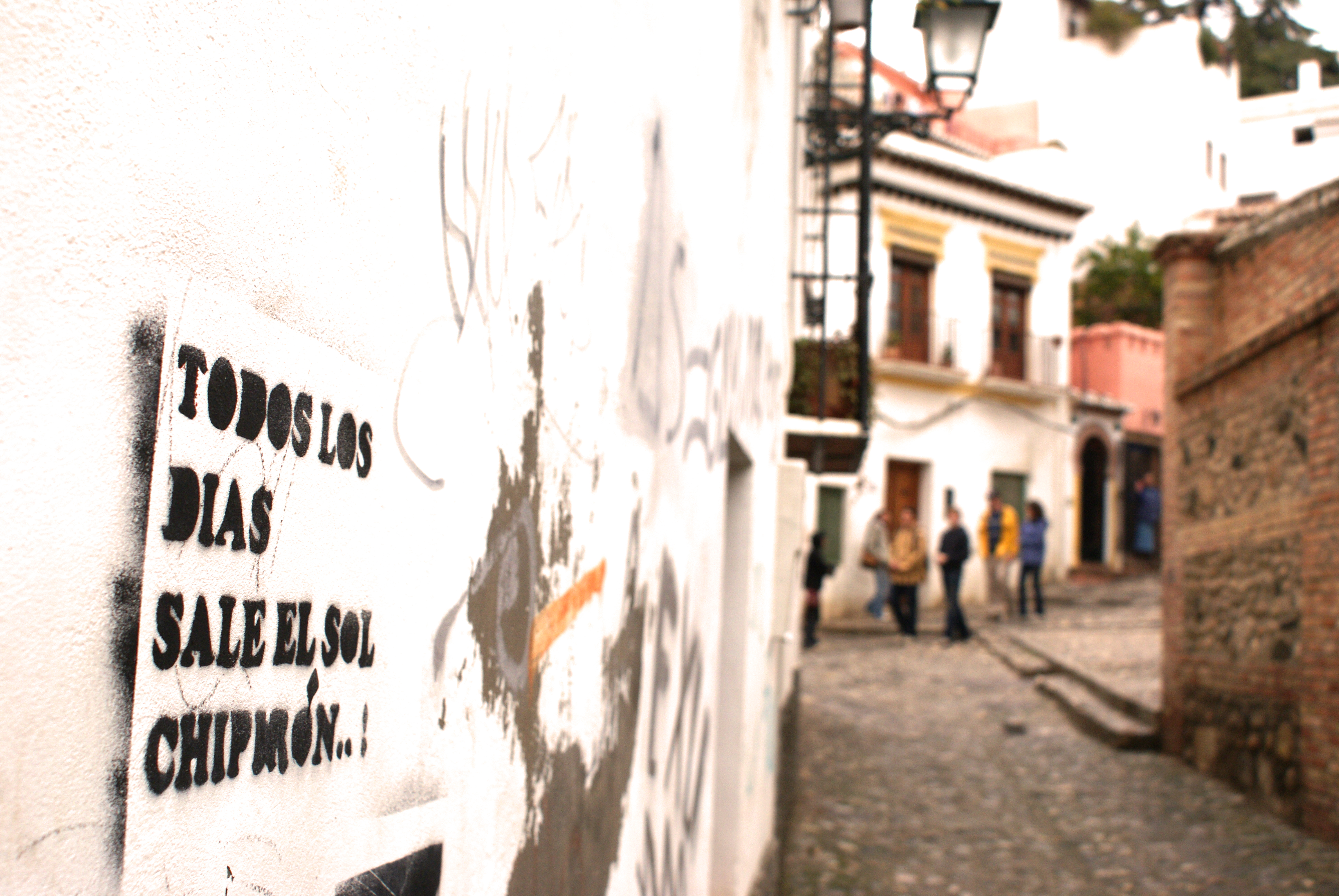
Grafiti original que inspiró la canción, en Granada.

Uri Giné escribió la canción en Granada, donde vivió durante unos meses. Le inspiró un grafiti que vio en una pared mientras andaba por el barrio del Albayzín. El grafiti leía la optimista frase «Todos los días sale el sol chipirón..!». En este contexto, la palabra «chipirón» no es usada como sinónimo de «pequeño calamar» sino como una forma graciosa de referirse a una persona. Unos días más tarde, Uri se despertó a media noche con la frase en la cabeza y escribió la canción entera en treinta minutos. Aunque la letra no es totalmente explícita, Uri admitió que la canción habla principalmente de experiencias sexuales que tuvo mientras vivía en Granada.

## Videoclip
El videoclip para «Todos los días sale el sol» fue dirigido por Egoi Suso. Se rodó en Tarragona el 20 de mayo de 2011 y se publicó el 23 de junio de 2011. En el video, se ve al líder de la banda Uri Giné cantando la canción mientras anda por la calle y se encuentra con sus compañeros de banda. También pasa a través de dos bares, una peluquería y la cocina de un bar, para finalmente llegar a una pequeña plaza donde canta junto a toda la banda y una multitud de fanes. Uri Giné quería que el videoclip terminara en esa plaza porque es un lugar donde él solía tocar sus canciones antes de formar la banda. De hecho, otra canción del mismo álbum, llamada «La plaça de la alegría», habla de esa plaza y de algunas historias que allí ocurrieron. El nombre real de la plaza es Plaça Sedassos y se encuentra en el casco antiguo de Tarragona.

## Créditos
Créditos adaptados del libreto de Todos los días sale el sol.
Bongo Botrako
- Uri Giné – voz, producción
- Nacho Pascual – guitarra
- Xavi Vallverdú – teclado
- David García – bajo
- Gorka Robert – batería, percusión
- Xavi Barrero – trompeta
- Oscar Gómez – saxo

Músicos adicionales
- Rubén Sierra – voz
- Adrià Salas – voz

Producción
- Mario Patiño – producción, ingeniería de sonido, mezcla
- Edgar Beltri – ingeniería de sonido adicional
- Yves Roussel – masterización

Diseño
- Cristina Pastrana – diseño

## Posición en listas
| Lista (2011)                 | Mejor posición |
| ---------------------------- | -------------- |
| España – Top 50 (Promusicae) | 12             |
| España – Top 10 iTunes       | 2              |